# Видовая разведка

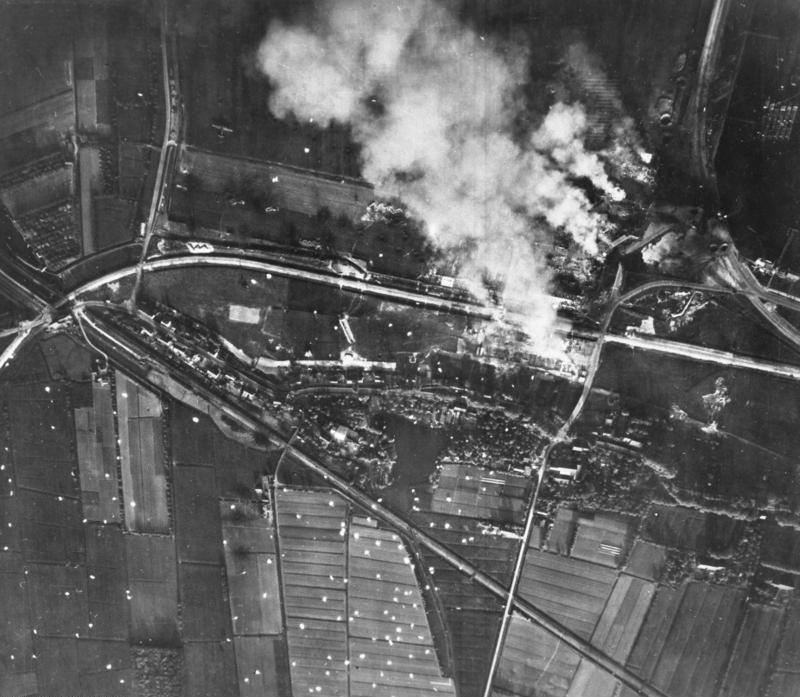
Горящий аэропорт Роттердама. Снимок немецкого самолёта-разведчика. 1940 год.

Видова́я разве́дка (англ. imagery intelligence, IMINT) — дисциплина сбора разведывательной информации на основе анализа большого количества изображений, полученных фотографической, оптико-электронной или радиолокационной аппаратурой. Основными методами видовой разведки являются аэросъёмка и космическая съёмка.
По своим особенностям видовая разведка относится к техническим видам разведки. Видовая разведка использует фото изображения сделанные как в видимом диапазоне электромагнитного спектра — панхроматические, так и инфракрасные, и мультиспектральные фотоснимки. Радиолокационные изображения для видовой разведки формируются радиолокационной аппаратурой с синтезированной апертурой в различных электромагнитных диапазонах. Видовую разведку следует отличать от радиоэлектронной разведки, которая использует оптико-электронную и радиолокационную аппаратуру, не формирующие изображения.

## История
Аэрофотосъёмка использовалась в целях разведки ещё в годы Первой мировой войны. К концу 1920-х годов появилась возможность высококачественной съёмки земной поверхности с большой высоты с помощью подогреваемых камер и в начале 1930-х появились первые специальные разведывательные самолёты, летавшие на высоких скоростях на высотах, не доступных обычным истребителям того времени. В результате к концу Второй мировой войны только в центр по обработке данных аэроразведки Королевских ВВС Медменхам поступало до 25000 негативов в день. Необходимость обработки такого массива данных привела к появлению отдельного вида разведки — фотографической (англ. photographic intelligence / PHOTINT), который к 1970-м годам трансформировался в IMINT благодаря все большему использованию нефотографических технологий создания изображений, таких как использование тепловых сенсоров и радаров.

### Вторая мировая война
С конца 1920-х годов Германия уделяла большое внимание ведению ВР. В конце 1930-х годов была создана отдельная эскадра люфтваффе (код - T5) для ведения стратегической воздушной разведки (нем. Aufklärungsgruppe des Oberbefehlshabers der Luftwaffe — Aufkl. St. (F)/Ob. d. L). Эскадра имела на вооружении несколько высотных модификаций бомбардировщиков (Do 215 B-2, He 111, Ju 88, Ju 86 P) и специализированных фоторазведчиков (Me 261 V3), оснащённых специальной фотоаппаратурой для ведения аэрофотосъёмки.  Накануне вторжения в СССР, летая на высотах, недоступных для истребителей ВВС РККА, группа выполнила обширный объём фотосъёмки стратегических объектов в западной части СССР, включая военные аэродромы. Снимки позволили спланировать и осуществить операцию по уничтожению авиации приграничных округов СССР в первые дни войны.

### Холодная война
28 февраля 1959 года в США был запущен первый спутник-фоторазведчик, созданный по программе CORONA (открытое название Discoverer). Он должен был вести разведку прежде всего над СССР и Китаем. Фотографии, полученные его аппаратурой, разработанной фирмой Itek, возвращались на Землю в спускаемой капсуле. Разведывательная аппаратура впервые была отправлена в космос летом 1959 года на четвёртом аппарате серии, а первое успешное возвращение капсулы с отснятой плёнкой было выполнено со спутника Discoverer 14 в августе 1960 года.
22 мая 1959 года вышло Постановление ЦК КПСС и Совета министров СССР № 569—264 о создании первого советского спутника-разведчика 2К («Зенит») и, на его основе, пилотируемого корабля «Восток» (1К). В 1960 году на Красногорском механическом заводе началось проектирование аппаратуры «Фтор-2» для обзорно-картографической и детальной фотосъёмки. Серийный выпуск этой фотоаппаратуры начался в 1962 году. В начале 1964-го приказом министра обороны СССР № 0045 комплекс обзорной фоторазведки «Зенит-2» был принят на вооружение.

## Организации видовой разведки
- Россия/СССР
  - Главное разведывательное управление
    - Центр военно-технической информации (162 ЦВТИ)
- США
  - Министерство обороны (Department of Defense (DoD))
    - Национальное агентство геопространственной разведки
- ФРГ
  - бундесвер
    - Отдел спутниковой разведки Управления стратегической разведки ФРГ
- Великобритания
  - Военная разведка Великобритании
    - Центр объединения разведывательных данных[англ.]
- Канада
  - Вооружённые силы Канады
    - Объединённый центр видовой разведки разведывательного командования[англ.]
- Австралия
  - Министерство обороны Австралии
    - Австралийская организация геопространственной разведки[англ.]

## Спутникивидовой разведки
Фотографические
- Россия/СССР
  - Облик
  - Кобальт
  - Енисей / Дон
- США
  - Samos  (англ.)

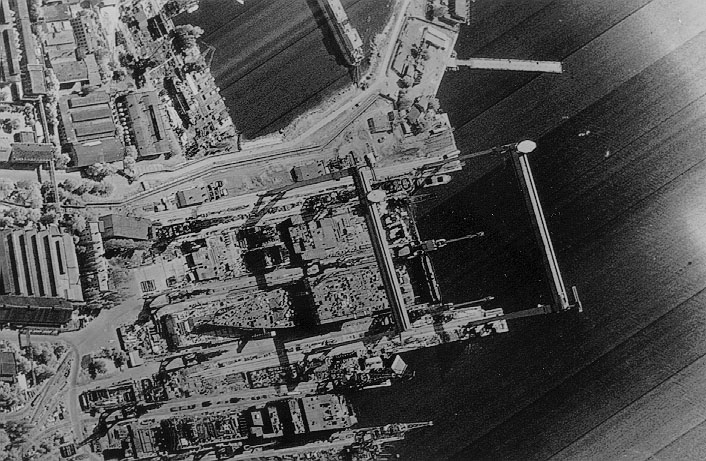
«Адмирал Кузнецов» на стапеле. Снимок американского оптико-электронного спутника KH-11. 1984 год.

  - серия Corona (KH-1, KH-2, KH-3, KH-4, KH-4A, KH-4B)  (англ.)
  - KH-5 Argon
  - KH-6 Lanyard
  - KH-7 Gambit[англ.]
  - KH-8 Gambit
  - KH-9 Big Bird
  - Пилотируемая орбитальная лаборатория (KH-10 Dorian) — разработка прекращена

Оптико-электронные
- Россия/СССР
  - Неман
  - Аракс
- США
  - KH-11 Crystal
  - KH-12 Improved Crystal
  - Enhanced Imaging System (KH-13 / 8X)[англ.]
  - программа Misty  (англ.)
  - Future Imagery Architecture[англ.] — разработка прекращена

Радиолокационные
- Россия/СССР
  - аппаратура Меч орбитальной станции Алмаз (летавшей под именем Салют)
- США
  - Lacrosse  (англ.)
  - Future Imagery Architecture[англ.]
- ФРГ
  - SAR-Lupe